# Velleda bassamensis
Velleda bassamensis là một loài bọ cánh cứng trong họ Cerambycidae.